# 620M
620М — рельсовый автобус (автомотриса), изготовленный фирмой «PESA Bydgoszcz SA». Разработан на базе рельсового автобуса SA106 (тип 214M) для Украинских железных дорог в 2004 году. Предназначался для использования на малонагруженных линиях Украинских железной дороги (Южная, Юго-Западная, Львовская). В период с 2005 по 2009 годы поставлено 10 единиц. В 2008 году серию из 12 единиц заказали Литовские железные дороги. Также из машинокомплектов фирмы «PESA Bydgoszcz SA» в Белоруссии изготовлялась модернизированная версия 620McB для Белорусской железной дороги, где получила обозначение ДП1.

## Конструкция
Представляет собой самоходный вагон максимальной вместимостью 110 пассажиров + 95 мест для сидения, оборудованный двумя кабинами машиниста, с силовой установкой (PowerPack) под полом кузова. Максимальная скорость 120 км/ч, дальность хода на одной заправке — 1000 км. Эксплуатироваться может как одиночно, так и по системе многих единиц (до 3 секций).
Несущий кузов изготовлен из нержавеющей стали, окна вклеенные, внутренняя отделка из полимерных материалов. Ходовая часть состоит из двух двухосных тележек, оснащённых дисковыми тормозами, одна из которых тяговая, с приводом от гидропередачи (Voith Tr211). Силовая установка фирмы MTU (Германия) установлена на первых экземплярах автобусов (620M‑001, 620М‑002, 620М‑003, 620М‑004). В её состав входит: дизельный двигатель MTU 6R183TD13H (315 кВт), гидропередача Voith Tr211re3, система охлаждения фирмы BEHR. На последующих (620М‑005 и далее) установлена силовая установка фирмы «Voith Turbo» (Германия), получившая название «PesaPack». В её состав входит: дизельный двигатель MAN D2876 LUE 623 (385 кВт), гидропередача Voith Tr211re4, система охлаждения фирмы «Voith Turbo».
По инициативе Белорусской железной дороги в 2011 году на основе автомотрисы 620М была разработана и выпущена автомотриса PESA 620Mc с новой кабиной машиниста — результат совместного проект ОАО «Белкоммунмаш» и польской холдинговой компании «PESA Bydgoszcz SA» при участии ОАО «Минский вагоноремонтный завод». Версия для Белоруссии получила обозначение ДП1 (как дизель-поезд) и заводскую модель PESA 620McB. Внешне главным образом отличается формой лобовой части и световых приборов.
Одна аналогичная модернизированная машина (модель 620McU) поставлена на Украину (обозначена 620M-025).
- Рельсовый автобус 620M-025 (модель PESA 620McU) на станции Армянск
- Рельсовый автобус ДП1-005 (620M-028, модель PESA 620McB) на станции Калинковичи

## Использование
Автомотрисы 620M базовой модели поступили на железные дороги Украины в количестве 10 единиц и Литвы в количестве 12 единиц; модификации 620Mc — железные дороги Белоруссии (6 единиц) и Украины (1 единица).